# Bande de Groth étendue
Extended Groth Strip • EGS
La bande de Groth étendue, en anglais Extended Groth Strip (EGS), est une image à grand champ de la Grande Ourse réalisée à partir d'environ 500 images prises par le télescope spatial Hubble entre juin 2004 et mars 2005. L'image finale, qui fait environ 250 mégaoctets, s'étend sur une bande de 70 par 10 minutes d'arc ('), ce qui correspond à peu près à la partie du ciel cachée par un doigt tendu à bout de bras. On y recense environ 50 000 galaxies.
La bande est nommée en l'honneur du physicien Edward Groth de l'université de Princeton. Elle est étudiée attentivement par le relevé astronomique All-Wavelength Extended Groth Strip International Survey (en).

Bande de Groth étendue. Cliquez sur l'image pour une version plus grande.